# Högby distrikt, Östergötland
Högby distrikt är ett distrikt i Mjölby kommun och Östergötlands län. 
Distriktet ligger nordväst om Mjölby. 

## Tidigare administrativ tillhörighet
Distriktet inrättades 2016 och utgörs av en del av området som Mjölby stad omfattade till 1971, delen som före 1952 utgjorde Högby socken.
Området motsvarar den omfattning Högby församling hade vid årsskiftet 1999/2000.